# Wingly
Wingly ist eine Mitflugzentrale, die Privatpiloten mit anderen Menschen im Internet verbindet. Die Mitflugzentrale wurde 2015 auf dem Prinzip der Sharing Economy von dem Deutschen Lars Klein und den zwei Franzosen Bertrand Joab-Cornu und Emeric de Waziers gegründet. Das Geschäftsmodell ist durch eine neue EU-Verordnung aus dem Jahre 2012 möglich geworden. Zum März 2018 zählte Wingly 150.000 Kunden, darunter 10.000 Piloten in ganz Europa.

## Geschichte

### Gründung
Wingly wurde im Jahr 2015 als deutsch-französisches Sharing Economy-Start-up gegründet. Im Juli 2015 startete Wingly in Frankreich, im Februar 2016 folgte Deutschland und kurz darauf im August 2016 Großbritannien. Weitere Länder sollen 2017 folgen.
Unmut zog die Mitflugzentrale auf sich, als im September 2015 französische Gewerkschaften von Piloten befürchteten, man könnte durch dieses Prinzip Arbeitsplätze gefährden. Das französische Aufsichtsbehörde für Zivilluftfahrt, die Direction générale de l’aviation civile hat daraufhin das Prinzip der Kostenteilung unter Piloten kurzerhand für illegal erklärt. Dies stand im Kontrast zur EU-Verordnung, worauf hin eine Arbeitsgruppe bei der Europäischen Agentur für Flugsicherheit startete. Heute ist das Prinzip der Flüge auf Kostenteilungsbasis europaweit anerkannt.

### Seed Finanzierung
Als erster Mitflugzentrale gelang es dem Unternehmen im März 2018 eine erfolgreiche Seed Finanzierung in Höhe von zwei Millionen Euro einzusammeln. Unter anderem sind seit dieser Runde namhafte Investoren wie der ehemalige Vize-Bundeskanzler Philipp Rösler, der Geschäftsführer von Daher Stephane Mayer, aber auch Howzat Ventures, ein Risikokapitalgeber, mit an Bord.

### Preise und öffentliche Anerkennung
Die Mitflugzentrale wurde im Oktober 2015 mit dem Prix Jean-Louis Gerondeau von Zodiac Aerospace und der renommierten Pariser École polytechnique ausgezeichnet. Im Jahr 2016 folgte die Auszeichnung in der Kategorie Start-Up des Innovationspreis der Deutschen Luftfahrt, ausgetragen von der Bitkom, dem BMWi und dem Bundesverband der Deutschen Luft- und Raumfahrtindustrie. Die größte Auszeichnung bis zum heutigen Tag wurde Wingly am 24. Mai 2018 verliehen: der mit 25.000 € dotierte TechCrunch Battlefield Startup Disrupt Preis im Rahmen der VivaTech Paris.

## Flüge auf Kostenteilungsbasis
Das Geschäftsmodell von Wingly basiert auf der Vermittlung von Flügen zwischen Piloten und Passagieren. Ein Pilot erstellt einen Flug und trägt diesen auf der Internetplattform ein. Der Passagier bucht diesen und teilt mit dem Piloten gemeinsam die Kosten. Der Pilot verdient an dieser Aktivität nichts, zahlt sogar den gleichen Betrag wie die Mitflieger. Durch eine teils konfuse Rechtslage geriet Wingly dadurch mehrmals in Kritik, bis die jeweiligen Luftfahrtbundesämter und schließlich auch die EU-Kommission klargestellt haben, dass diese Kostenteilung legal ist und keine Berufspilotenlizenz benötigt.
In den Vereinigten Staaten hingegen ist das Modell dieser Kostenteilung verboten. Das amerikanische Start-Up FlyteNow kämpft aktuell (Stand: Dezember 2016) in einem Verfahren vor dem Supreme Court gegen das ausgehangene Verbot der Federal Aviation Administration, da lediglich Flüge auf Kostenteilungsbasis, vermittelt auf Webseiten, verboten sind. Flüge unter Freunden sind demnach immer noch gestattet.